# Zeria davidi
Espèce
Synonymes
- Solpuga davidi Schenkel, 1932

Zeria davidi est une espèce de solifuges de la famille des Solpugidae.

## Distribution
Cette espèce est endémique du Mozambique.

## Description
La femelle holotype mesure 50 mm.

## Publication originale
- Schenkel, 1932 : Notizen über einige Scorpione und Solifugen. Revue suisse de Zoologie, vol. 39, no 15, p. 375-396 (texte intégral).